# Lars Krogh Gerson
Lars Christian Krogh Gerson (sinh ngày 5 tháng 2 năm 1990 ở Luxembourg) là một cầu thủ bóng đá người Luxembourg thi đấu ở vị trí trung vệ cho đội bóng La Liga Racing de Santander.

## Đời sống cá nhân
Krogh Gerson sinh ra ở Luxembourg có bố là người Luxembourg và mẹ là người Na Uy. His maternal grandfather is the Norwegian anchorman Lars-Jacob Krogh.

## Quốc tế
Krogh Gerson có màn ra mắt cho Luxembourg trong thất bại giao hữu 0-2 loss trước Wales. He didn't fail to impress.
Krogh Gerson cũng đại diện Luxembourg ở cấp độ trẻ, tại Giải vô địch bóng đá U-17 châu Âu năm 2006.

### Bàn thắng quốc tế
Tỉ số liệt kê bàn thắng của Luxembourg trước.
| 1                                               | 29 tháng 3 năm 2011  | Sân vận động Ceahlăul, Piatra Neamț, România           | România  | 1–0 | 1–3 | Vòng loại Euro 2012 |
| 2                                               | 14 tháng 11 năm 2012 | Sân vận động Josy Barthel, Luxembourg City, Luxembourg | Scotland | 1–2 | 1–2 | Giao hữu            |
| 3                                               | 9 tháng 9 năm 2014   | Sân vận động Josy Barthel, Luxembourg City, Luxembourg | Belarus  | 1–0 | 1–1 | Vòng loại Euro 2016 |
| 4                                               | 12 tháng 10 năm 2015 | Sân vận động Josy Barthel, Luxembourg City, Luxembourg | Slovakia | 2–3 | 2–4 | Vòng loại Euro 2016 |
| Cập nhật gần đây nhất ngày 13 tháng 10 năm 2015 |                      |                                                        |          |     |     |                     |